# Antonín Martin Brousil
Antonín Martin Brousil (Dolní Ostrovec, 15 de maig de 1907 – Praga 23 de juny de 1986) fou un teòric, crític, historiador i professor de cinema i de teatre txec.
Va estudiar entre 1928 i 1932 a la Facultat de Lletres de la Universitat Carolina de Praga, i als anys trenta es va convertir en crític i teòric. Després de la guerra, va ajudar a fundar l'Acadèmia de les Arts Escèniques de Praga (AMU) i a l'Escola de Cinema i Televisió de l'Acadèmia d'Arts Escèniques a Praga, de la que en fou rector del 1949 al 1970. També va representar la cinematografia txecoslovaca a concursos internacionals, festivals i congressos i va representar la FAMU al Comitè Internacional d'Escoles de Cinema i Televisió (CILECT).
Va aparèixer a la dècada de 1950 com a principal ideòleg del realisme socialista al cinema txec. També va presentar cineastes estrangers no socialistes. A més del cinema soviètic, també es va centrar en pel·lícules italianes, franceses, espanyoles i mexicanes.

## Biografia
Va néixer el 1907 a Dolní Ostrovec (avui el poble forma part d'Ostrovec) a prop de Písek, on després es va implicar en la vida amateur local, on va interpretar diversos papers i també va dirigir les obres de teatre Maryša, Jan Výrava i Červen.
Al final dels anys vint va començar a estudiar a la Universitat Carolina i a centrar-se en treballs teòrics i pràctics, i en el teatre i el cinema professionals. Va publicar a les principals revistes agràries Venkov i Brázda, a la revista Divadlo i altres. En l'aguda atmosfera de la Segona República, que també afectà la vida cultural, trobà l'harmonia amb el corrent oficial radicalment txec. El 1938 va esdevenir president de la secció de teatre del Consell Cultural Nacional i president de l'Associació de Periodistes de Cinema. Després de la creació del Protectorat de Bohèmia i Moràvia, va haver de retirar-se a un segon pla, però va participar al Jiráskův Hronov.
Després del final de la guerra va continuar la seva activitat i va participar activament en la vida cultural del país. Va tornar a estar al càrrec del renovat Club de Periodistes de Cinema. Va ser el fundador del Vesnické divadlo, i va contribuir a la creació de l'Acadèmia de les Arts Escèniques el 1945–1946, on va ser nomenat un dels primers professors juntament amb el fotògraf Karel Plicka i l'expert en fotografia Jaroslav Bouček. Va dirigir el departament de guions i dramatúrgia de la FAMU i des del 1949 després de Jiří Frejek va ser rector de l'AMU fins al 1970. Sovint va presidir el jurat del Festival Internacional de Cinema de Karlovy Vary i va participar en la Tribuna Lliure sobre els Problemes de la Cinematografia Contemporània. Els anys 1960–1966 va organitzar simposis de joves cinematografies d'Àfrica, Àsia i Amèrica Llatina.
Va morir sobtadament el 1986, quan era preparant la següent edició del festival de Karlovy Vary.
Va ser un col·laborador secret de la StB amb els noms en clau Kant i Antonín, número de registre 5048.

## Guardons
Va ser dues vegades titular de l'Orde del Treball (1958, 1977) i el 1982 va ser guardonat amb l'Orde de la República. A l'11è Festival Internacional de Cinema de Moscou de 1979, per celebrar els 60 anys de cinematografia soviètica (Decret de Lenin sobre cinema), es van atorgar dotze premis especials a personalitats mundials i Brousil era entre elles. Se li va concedir el títol honorífic de «diplomàtic del cinema txecoslovac» a causa de les seves activitats de divulgació de cinema, pel qual va viatjar a molts països. També va ser president d'honor del Comitè Internacional per a la Difusió de les Arts i la Literatura per Cinema (CIDALC) a París des del 1977.

## Ibra
- Česká hudba v českém filmu, 1940
- Film a národnost, 1940
- Listy ochotníkům, 1942
- Problematika námětu ve filmu, 1942
- Literatura a film, 1947
- O kosmopolotismu a nacionalismu v čs. filmu, 1952